# Ceremonia otwarcia Zimowych Igrzysk Olimpijskich 2010

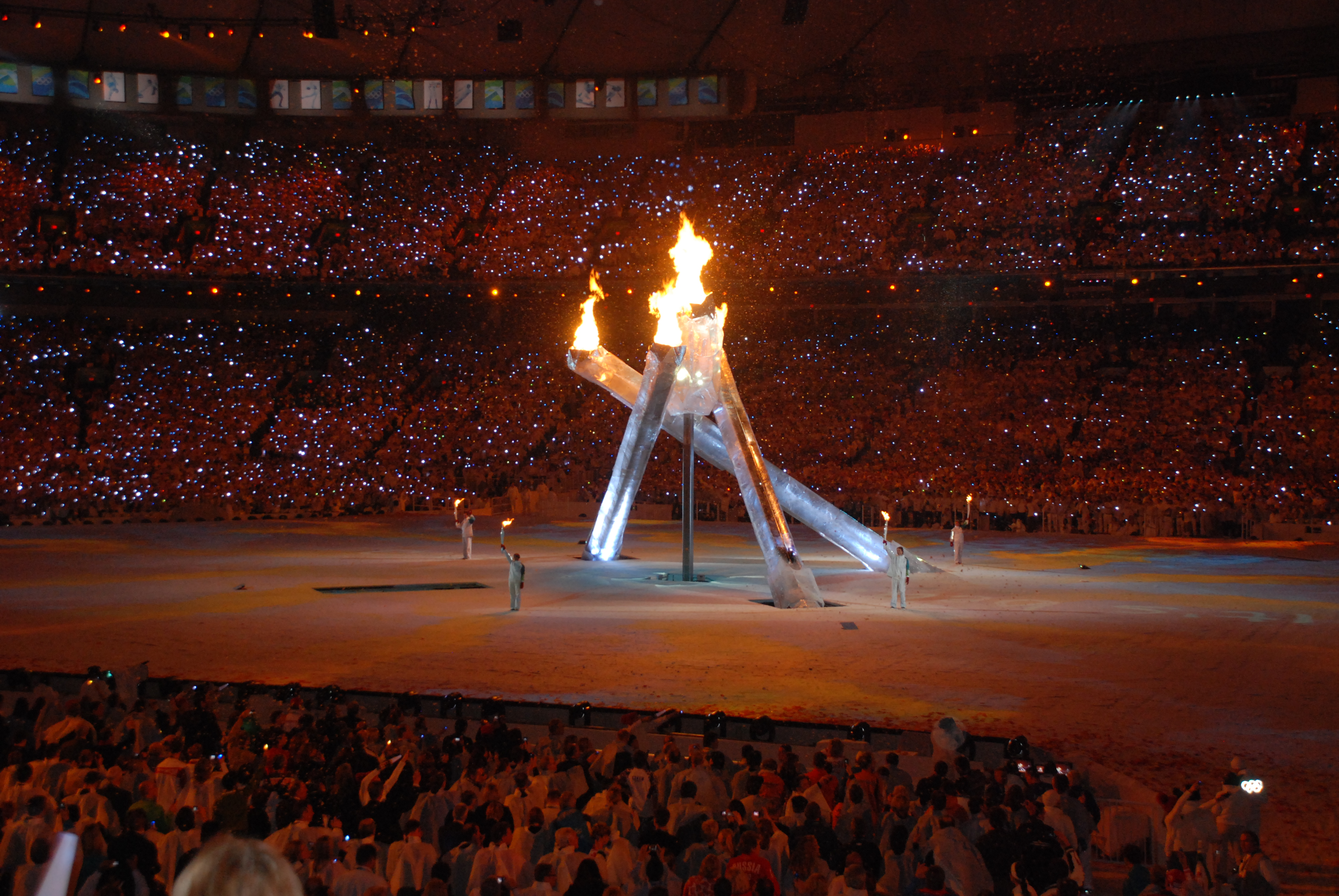
Płonący znicz olimpijski podczas ceremonii otwarcia

Ceremonia otwarcia igrzysk rozpoczęła się 12 lutego o godzinie 18.00 czasu lokalnego. Miała ona miejsce na stadionie BC Place w Vancouver. Po raz pierwszy ceremonia otwarcia igrzysk odbywała się pod dachem. Została wyreżyserowana przez Davida Atkinsa, który przygotowywał już wcześniej ceremonie otwarcia letnich igrzysk w Sydney w 2000 oraz igrzysk azjatyckich w Ad-Dauha w 2006. Oficjalnego otwarcia igrzysk dokonała gubernator generalny Kanady, Michaëlle Jean. Ceremonię na stadionie oglądało 60 tys. widzów, a przed telewizorami ponad miliard. W spektaklu uczestniczyło 4,5 tys. osób. Przed rozpoczęciem ogłoszono, że ceremonia dedykowana jest zmarłemu wcześniej tego samego dnia podczas treningu gruzińskiemu saneczkarzowi, Nodarowi Kumaritaszwiliemu.
Ceremonia rozpoczęła się od odliczania, po czym na ekranie pokazano nagranie, w którym snowboardzista zjeżdżał ze stoku. Następnie ten sam snowboardzista wyskoczył spod ekranu i przywitał się z publicznością. Potem wniesiono flagę Kanady i odśpiewano hymn państwowy. Następnie przystąpiono do pierwszej części artystycznej, w której przedstawiono krótką historię wcześniejszych zimowych igrzysk olimpijskich oraz przedstawienie nawiązujące do kultury kanadyjskiej. Po inscenizacji odbył się pochód sportowców z wszystkich reprezentacji biorących udział w igrzyskach. Po przemarszu przystąpiono do kolejnej części artystycznej, w której udział wzięli m.in. Nelly Furtado, Bryan Adams, Sarah McLachlan, k.d. lang. Później miała miejsce część oficjalna w trakcie której Michaëlle Jean dokonała oficjalnego otwarcia igrzysk. Po piosence wykonanej przez Garou przystąpiono do symbolicznego zapalenia znicza olimpijskiego, czego wspólnie dokonali Catriona Le May Doan (z powodu problemów technicznych ze zniczem część znicza zapalana przez nią nie zapłonęła), Steve Nash, Nancy Greene i Wayne Gretzky. Jak się później okazało, Wayne Gretzky po ceremonii zapalił również drugi znicz, znajdujący się poza stadionem.